# China Aerospace Science and Industry Corporation
Die China Aerospace Science and Industry Corporation (chinesisch 中國航天科工集團有限公司 / 中国航天科工集团有限公司, kurz 航天科工 bzw. CASIC) ist ein großer, staatlicher chinesischer Rüstungskonzern mit Schwerpunkt Kurzstreckenraketen und Flugabwehrraketen. Aber auch die zivilen Trägerraketen der Kuaizhou-Serie werden von CASIC hergestellt. Das Unternehmen wurde in seiner heutigen Form am 1. Juli 1999 als Nachfolger der Dachgesellschaft für Raumfahrtindustrie gegründet, sein Hauptsitz befindet sich im Pekinger Stadtbezirk Haidian.

## Geschichte
Die China Aerospace Science and Industry Corporation führt ihre Tradition auf ein Memorandum mit dem Titel „Vorschlag des Aufbaus einer chinesischen Luftfahrtindustrie für Zwecke der Landesverteidigung“ (建立中国国防航空工业的意见) zurück, das der Raketenwissenschaftler Qian Xuesen im Februar 1956 beim Staatsrat der Volksrepublik China eingereicht hatte. Daraufhin wurde am 8. Oktober 1956 in Peking das „5. Forschungsinstitut des Verteidigungsministeriums“ (国防部第五研究院, Pinyin Guófángbù Dìwǔ Yánjiūyuàn) gegründet. Qian Xuesen wurde Leiter des Instituts, das sich im Weiteren mit der Entwicklung der chinesischen Atombombe und von Trägerraketen für Kernwaffen befasste.
Im März 1960 übernahm auf Anordnung der Zentralen Militärkommission General Liu Yalou (刘亚楼, 1910–1965), Kommandeur der Luftstreitkräfte der Volksrepublik China und stellvertretender Verteidigungsminister, die Leitung des 5. Forschungsinstituts. Generalleutnant Wang Bingzhang (王秉璋, 1914–2005), stellvertretender Kommandeur der Luftwaffe, wurde sein Stellvertreter und Politkommissar des Instituts. Von nun an leiteten die beiden das Tagesgeschäft, während Qian Xuesen, nun zweiter Stellvertreter von General Liu, die eigentliche Forschung und Entwicklung koordinierte.
Am 5. November 1960 gelang Qian Xuesen und seiner Gruppe auf dem Kosmodrom Jiuquan der Start der ersten chinesischen Rakete, später „Dongfeng 1“ genannt.
Am 29. Juni 1964 folgte die Mittelstreckenrakete Dongfeng 2A, und am 16. Oktober 1964 detonierte auf dem Kernwaffentestgelände Lop Nor die erste chinesische Atombombe. Aufgabenspektrum und Personalstand des Instituts, das nun drei Zweiginstitute (分院) hatte, wuchsen kontinuierlich. Ursprünglich war die Entwicklung von Boden-Boden-Raketen, Flugabwehrraketen und Seezielflugkörpern beim 1. Zweiginstitut angesiedelt. 1963 war jedoch im Zuge einer Reorganisation jedem Zweiginstitut ein Raketentyp zugeteilt worden; das Forschungsinstitut für Feststofftriebwerke in Luzhou bzw. Hohhot wurde dem Institut als 4. Zweiginstitut zugeteilt. Damit sah die Arbeitsteilung so aus:
- 1. Zweiginstitut des 5. Forschungsinstituts: Boden-Boden-Raketen der Dongfeng-Serie (东风 bzw. „Ostwind“)
- 2. Zweiginstitut des 5. Forschungsinstituts: Boden-Luft-Raketen der Hongqi-Serie (红旗 bzw. „Rote Fahne“)
- 3. Zweiginstitut des 5. Forschungsinstituts: Antischiffsraketen der Shangyou-Serie (上游 bzw. „Vorwärtsstreben“)
- 4. Zweiginstitut des 5. Forschungsinstituts: Festtreibstoff-Raketenmotoren

Am 4. Januar 1965 beschloss der Nationale Volkskongress auf Vorschlag von Premierminister Zhou Enlai, die Raketenaktivitäten aus dem Verteidigungsministerium in ein eigenes Ministerium auszulagern. Das 5. Forschungsinstitut wurde in „Siebtes Ministerium für Maschinenbauindustrie“ (第七机械工业部, Pinyin Dì Qī Jīxiè Gōngyè Bù) umbenannt;
Leiter der Behörde, nun als regulärer Kabinettsminister, wurde Wang Bingzhang, mit Qian Xuesen als einem seiner Stellvertreter. Als Aufgabengebiet des Ministeriums wurde nun, neben der Entwicklung von Interkontinentalraketen, erstmals Raumfahrt definiert: es war zuständig für die wissenschaftliche Forschung, Entwicklung, Test und Herstellung von Raumflugkörpern sowie den Aus- und Neubau von Kosmodromen.
Im Mai 1982 wurde das Siebte Ministerium für Maschinenbauindustrie im Rahmen einer Kabinettsreform in „Ministerium für Raumfahrtindustrie“ (航天工业部, Pinyin Hángtiān Gōngyè Bù) umbenannt, im April 1988 folgte die Vereinigung mit dem Ministerium für Luftfahrtindustrie (dem ehemaligen Dritten Ministerium für Maschinenbauindustrie) zum „Ministerium für Luft- und Raumfahrtindustrie“ (航空航天工业部, Pinyin Hángkōng Hángtiān Gōngyè Bù). Das Ministerium für Luft- und Raumfahrtindustrie war kein Ministerium im üblichen Sinn, sondern ein, wenn auch nicht gewinnorientierter, Konzern mit über das ganze Land verteilten Fabriken und Forschungseinrichtungen. Dem wurde am 22. März 1993 auch formal Rechnung getragen, als das Ministerium per Beschluss des Nationalen Volkskongresses aufgelöst und die „Dachgesellschaft für Luftfahrtindustrie“ sowie die „Dachgesellschaft für Raumfahrtindustrie“ (中国航天工业总公司, Pinyin Zhōngguó Hángtiān Gōngyè Zǒnggōngsī) gegründet wurden.
Am 1. Juli 1999 wurde die Dachgesellschaft für Raumfahrtindustrie in zwei Einzelfirmen aufgespalten:
- China Aerospace Science and Technology Corporation, kurz CASC. Dieses Unternehmen konzentriert sich auf Interkontinentalraketen, Trägerraketen, bemannte Raumschiffe und Raumstationen, Satelliten und Tiefraumsonden. Sie ist also im Wesentlichen ein Raumfahrtkonzern.

- China Aerospace Machinery and Electronics Corporation (中国航天机电集团公司). Dieses Unternehmen konzentriert sich auf Kurz- und Mittelstreckenraketen einschließlich Flugabwehrraketen und Marschflugkörper, Kleinsatelliten, Feststoffraketen und Informationstechnologie. Sie ist also im Wesentlichen ein Rüstungskonzern.

Im Juli 2001 erhielt die China Aerospace Machinery and Electronics Corporation ihren heutigen Namen „China Aerospace Science and Industry Corporation“, kurz CASIC. Seit November 2017 ist die Firma eine sogenannte „GmbH im Staatsbesitz“ (国有独资公司) mit einem Stammkapital von damals 13,65 Milliarden Dollar und führt die Bezeichnung „Limited“ bzw. 有限 im Namen.

## Geschäftsfelder

### Militärische Raketen und Hochenergie-Laser
Das Hauptgeschäftsfeld der CASIC liegt immer noch im militärischen Bereich, mit strategischen und taktischen Atomraketen, Flugabwehrraketen, Luft-Luft-Raketen, Luft-Boden-Raketen, Küstenflugkörpern, Schiff-Schiff-Raketen und Marschflugkörpern. Eine im November 2018 auf der Internationalen Luft- und Raumfahrtausstellung in Zhuhai erstmals vorgestellte Neuentwicklung ist der Hochenergie-Laser LW-30, der, montiert auf einen Lastwagen, im Zusammenspiel mit einer mobilen Radarstation anfliegende Objekte in der Größenordnung von Mörsergranaten bis Drohnen in wenigen Sekunden zerstören können soll.

### Zivile Raumfahrt
Über die „Nationale Raumfahrtindustrie-Basis Wuhan“ (武汉国家航天产业基地), finanziert über den von der CASIC mit einem Kapital von 10 Milliarden Yuan ausgestatteten „Jangtse-Raumfahrtindustrie-Fonds“ (长江航天 产业基金) und mit ihrer Tochtergesellschaft China Space Sanjiang Group Corporation als Kern, engagiert man sich auch in der zivilen Raumfahrt. Die ExPace Technology GmbH, eine Tochtergesellschaft der Sanjiang Group, baut dort die Festtreibstoffraketen der Kuaizhou-Serie. Außerdem arbeitet man in Wuhan an weltraumbasierten Internetsystemen mit Satelliten vom Typ Xingyun (行云, über die Xingyun Technologie GmbH), Feiyun (飞云) und Kuaiyun (快云), die jeweils in Konstellationen, sogenannten „Wolken“ bzw. 云, operieren. Daneben fungiert CASIC auch als Zulieferer für das Bemannte Raumfahrtprogramm der Volksrepublik China, das Mondprogramm der Volksrepublik China, das Beidou-Satellitennavigationssystem und das Hochauflösende Erdbeobachtungssystem Chinas, Projekte, für die die China Aerospace Science and Technology Corporation der Hauptauftragnehmer ist.
Über die Tochtergesellschaft China Volant Industry, international bekannt als VOLINCO, will man ab 2022 Starts mit der Trägerrakete Ceres-1 des privaten Raumfahrtunternehmens Galactic Energy an ausländische Kunden vermitteln. Ein entsprechendes Kooperationsabkommen wurde am 13. Mai 2021 in Peking unterzeichnet.

### Informationstechnik und Internet für die Industrie
Als Ergänzung zu den Satellitenkonstellationen entwickelte man bei CASIC auch kleine, mobile TT&C-Stationen und Empfangsstationen für die Satelliten. Außerdem verfügt man bereits seit Ende der 1990er Jahre durch die Entwicklung eines Antisteuerhinterziehungssystems, drahtloser Feuermelder und von Datenverarbeitungssystemen für die Polizei über reichlich Erfahrung in der Informationstechnik. Als der Staatsrat der Volksrepublik China am 8. Mai 2015 das Strategiepapier „Made in China 2025“ veröffentlichte, eine Initiative zur umfassenden Aufwertung der chinesischen Fertigungsindustrie,
ergriff CASIC die Gelegenheit und entwickelte ein Cloud-System für vernetzte Produktion, das sogenannte „Industrial Intelligent Cloud System“ bzw. 工业互联网云平台, kurz INDICS, umgangssprachlich meist CASICloud bzw. 航天云网 genannt. Das Dienstleistungsmodell hierbei ist die sogenannte „Platform as a Service“.

### Roboter
Für Rettungs- und Antiterroreinsätze entwickelte die Akademie für Verteidigungstechnologie einen vierbeinigen, hundeähnlichen Roboter, der innerhalb von 60 Sekunden eine Fläche von 1000 m² mit einer Auflösung im Zentimeterbereich kartografieren und sich dort bewegen kann. Hindernisvermeidung sowie das Hinauf- und Hinabsteigen von Treppen stellen kein Problem dar. Dieser Roboter basiert auf Fahrerassistenzsystemen und fahrerlosen Transportfahrzeugen, die die Firma bereits für den Einsatz in Häfen entwickelt hatte. Anders als bei diesen, auf einer ebenen Fläche rollenden Systemen schwankt bei einem vierbeinigen Roboter die Kamera beträchtlich, während er sich bewegt. Dies stellte eine große Herausforderung dar.
Mit Ende 2019 genau 146.346 Arbeitern und Angestellten erwirtschaftete die CASIC in jenem Jahr Gesamteinnahmen von 250,5 Milliarden Yuan.
Vorstandsvorsitzender der Firma ist seit dem 18. Juni 2020 der Raumfahrtingenieur Yuan Jie (袁洁, * 1965), der bis dahin bei der China Aerospace Science and Technology Corporation tätig war, von seinem Eintritt ins Berufsleben 1986 bis 2008 bei der Shanghaier Akademie für Raumfahrttechnologie (Yuan ist in Shanghai geboren), danach beim Mutterkonzern.

## Akademien und Tochterunternehmen
Die CASIC hat eine Reihe von zum Teil aus den historischen Zweiginstituten hervorgegangenen Akademien sowie marktwirtschaftlich orientierte Tochtergesellschaften (die ihrerseits wieder Tochterfirmen haben):
- Chinesische Akademie für Informationstechnik in der Raumfahrtindustrie (中国航天科工信息技术研究院), auch bekannt als „Erste Akademie“[20]
- Akademie für Verteidigungstechnologie, auch bekannt als Changfeng Ingenieurbüro für Elektrotechnik (中国长峰机电技术研究设计院, CCMETA) oder „Zweite Akademie“
- Chinesische Akademie für Flugkörpertechnologie, vormals „Akademie für Marschflugkörper“ (飞航导弹研究院). auch bekannt als „Dritte Akademie“
- China Space Sanjiang Group Corporation (CSSG), vormals „Chinesische Akademie für Trägertechnologie“ (中国航天科工运载技术研究院), auch bekannt als „Vierte Akademie“
- Hexi Chemieanlagen (中国河西化工机械公司), vormals „Chinesische Akademie für Antriebstechnologie“ (中国航天科工动力技术研究院), auch bekannt als „Sechste Akademie“
- Chinesische Akademie für Raumfahrtbauten (中国航天建筑设计研究院), auch bekannt als „Siebte Akademie“[21]

- Honghua Group (宏华集团)[22]
- Aisino AG (航天信息股份有限公司)[23]

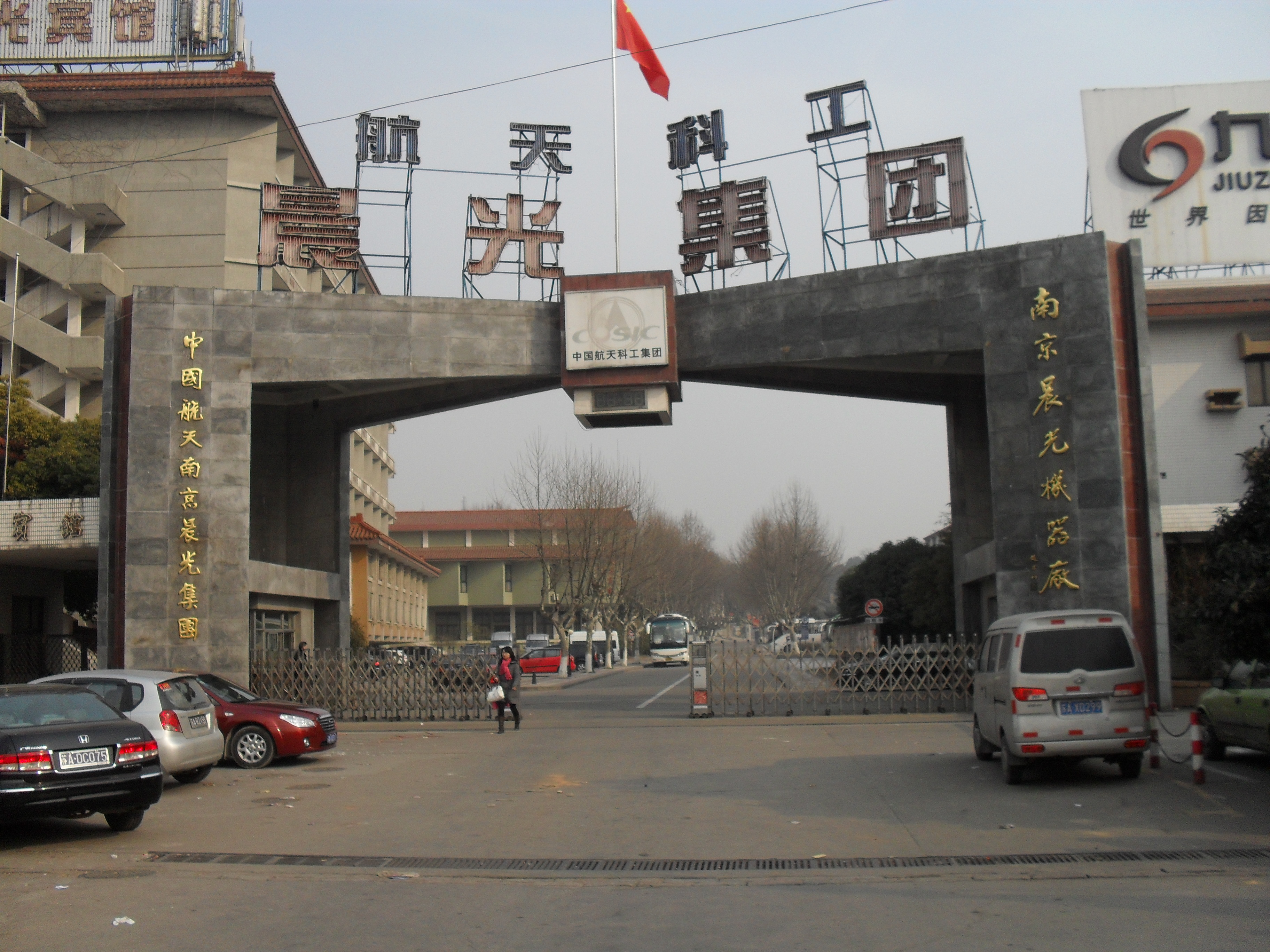
Werkstor der Aerosun AG in Nanjing

- Aerospace Communications Holdings AG (航天通信控股集团股份有限公司)[24]
- Aerosun AG (航天晨光股份有限公司)[25]
- Addsino AG (航天工业发展股份有限公司)[26]
- Beijing Aerospace Changfeng AG (北京航天长峰股份有限公司)[27]
- Aerospace Hi-Tech Holding Group AG (航天科技控股集团股份有限公司)[28]
- Guizhou Aerospace Electric AG (贵州航天电器股份有限公司, Aktienbesitz geteilt mit China Aerospace Science and Technology Corporation)[29]
- Wuhan Raycus Fiber Laser Technologies AG (武汉锐科光纤激光技术股份有限公司)[30]
- Weltraumprojektentwicklung GmbH (航天科工空间工程发展有限公司)[31][32]
- China Volant Industry GmbH (中国华腾工业有限公司)[33]